# فنجاط
فنجاط هو شخصية كاريكاتيرية خيالية استوحاها الفنان والرسام السوداني إسماعيل عباس محمد حمودي وظهرت أول مرة مع ظهور مجلة صباح للأطفال في العام 1987م والتي كانت تصدر من العاصمة السودانية الخرطوم قبل أن تتوقف عن الصدور بعد ذلك كحال الكثير من مجلات الأطفال السودانية.

## نبذة عن شخصية فنجاط
فنجاط هو في الأصل (ضفدعة) ظريفة ومضحكة وهي جزء من عائلة تحكي شخصياتها عن بساطة أولاد الحي. وتتكون أسرة فنجاط من: (فنجاط) ويتميز بالبساطة والمرح والسخرية، متزوج بـ(مدام فنجاط) وهي زوجة تحب(فنجاط) لدرجة كبيرة وأكبر مشاكلها أنها تغار عليه من نسمة الهواء التي تمر أمامه، وتمتاز بقوة هائلة تستخدمها دوما للفصل في أي نزاع أو نقاش، وهناك أيضا (حماة فنجاط) امراة كبيرة في السن وقد أصابها الخرف وهي مدمنة على إثارة غيظ فنجاط، أما (عجيب الرباط) فهو صديق فنجاط الحميم، شهم وودود، وبالإضافة إلى هذه الشخصيات هناك(كيلوباترا، وعطوة).